# یدواستیک اسید
یدواستیک اسید (به انگلیسی: Iodoacetic acid) یک ترکیب شیمیایی با شناسه پاب‌کم ۵۲۴۰ است.